# Inimigo do povo

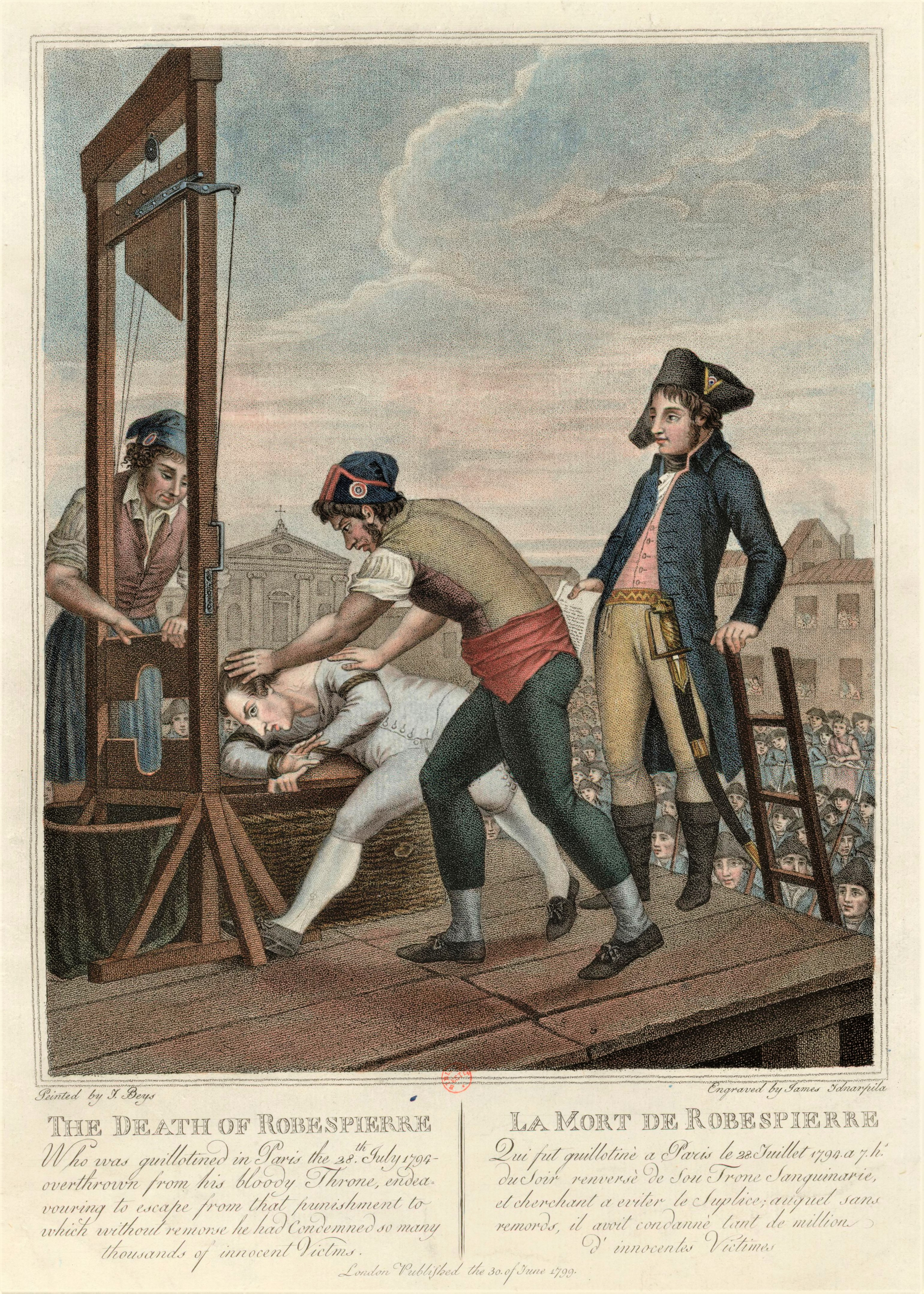
Robespierre costumava usar a expressão contra seus inimigos

A expressão inimigo do povo é uma designação fluida, aplicada, em diferentes contextos históricos, por determinado grupo ou classe social aos seus adversários políticos. A designação implica que os "inimigos" em questão estão agindo contra a sociedade como um todo, sendo similar à noção de "inimigo do Estado".

## Origens da expressão
A origem expressão remonta à Roma Antiga e está presente no Direito Romano, na figura do hostis publicus (geralmente traduzida como "inimigo público"), que era o indivíduo que praticava a destruição violenta, sendo, por isso, equiparado ao soldado inimigo, que luta contra a república com armas em mãos. O Senado Romano declarou o Imperador Nero um hostis publicus em 68.
O conceito de inimigo público foi usado na Revolução Francesa na expressão "ennemi du peuple", para descrever os inimigos do regime, durante o Terror. Em 25 de dezembro de 1793, Robespierre declarou: "O governo revolucionário deve ao bom cidadão toda a proteção da nação; ele não deve nada aos inimigos do povo, exceto a morte". A Lei Prairial 22 de 1794 ampliou o mandato do Tribunal Revolucionário para punir "inimigos do povo" com alguns crimes políticos puníveis com a morte, incluindo "espalhar notícias falsas para dividir ou perturbar o povo".

## Uso do termo

### Estados marxista-leninistas

#### União Soviética
Já no século XX, a expressão foi incorporada à terminologia soviética e aparece já em 1917, em decreto assinado por Lênin, Trotski e Stalin, entre outros, e publicado em 11 de dezembro daquele ano. O decreto colocava fora da lei o Partido Constitucional Democrata (Kadet), explicitando: 
"Os líderes do partido Kadet, partido dos inimigos do povo, devem ser presos e conduzidos ao tribunal revolucionário."
Outros termos semelhantes também foram usados:
- Inimigo dos trabalhadores
- Inimigo do proletariado
- Inimigo de classe

Lênin aplicou essa fórmula contra os kadets e os socialistas revolucionários; Stalin a estendeu aos próprios comunistas. Durante o stalinismo, a luta contra os "inimigos do povo" era considerada como parte da luta de classes, no processo de construção do comunismo, e tinha como alvos os indivíduos considerados contrarrevolucionários, diversionistas, espiões, sabotadores, etc.
Em particular, o termo "inimigo dos trabalhadores" foi formalizado no artigo 58 (Código Penal da RSFSR), e artigos semelhantes nos códigos das outras repúblicas soviéticas.

#### China
No discurso de Mao Tsé-Tung de 1957 Sobre o correto manejo das contradições entre as pessoas, ele comenta que “No estágio atual, período de construção do socialismo, as classes, estratos e grupos sociais que favorecem, apoiam e trabalham pela causa dos socialistas a construção pertence à categoria do povo, enquanto as forças e grupos sociais que resistem à revolução socialista e são hostis ou sabotam a construção socialista são todos inimigos do povo”.

#### Albânia
Inimigo do povo (Alb: Armiku i popullit) na Albânia era o tipo de inimigo do regime comunista albanês usado para denunciar oponentes políticos ou de classe. O termo é considerado totalitário, depreciativo e hostil. Ainda existem alguns políticos que usam o termo em adversários políticos com o intuito de desumanizá-los.
Após a aquisição comunista, muitos dos que foram rotulados com este termo foram executados ou presos. Enver Hoxha declarou líderes religiosos, proprietários de terras, funcionários desleais do partido, clérigos e líderes de clãs como "inimigos do povo". Diz-se que isso matou 6000 pessoas. Milhares foram condenados à morte. De 1945 a 1991, cerca de 5000 homens e mulheres foram executados e cerca de 100 000 foram enviados à prisão por serem rotulados de inimigos do povo.

### Alemanha nazista
Sobre o plano nazista de realocar todos os judeus para Madagascar, o tablóide nazista Der Stürmer escreveu que "os judeus não querem ir para Madagascar; eles não suportam o clima. Os judeus são pragas e propagam doenças. Em qualquer país onde estejam a estabelecer-se e a espalhar-se, eles produzem os mesmos efeitos que os germes produzem no corpo humano … No passado, pessoas sãs e líderes sãos das aldeias ignoravam os inimigos do povo, eles os faziam expulsar ou matar".

## Literatura
O uso da expressão na literatura tem como exemplo mais notório a peça de Henrik Ibsen, "Um Inimigo do Povo", de 1882.